# ユダヤ属州

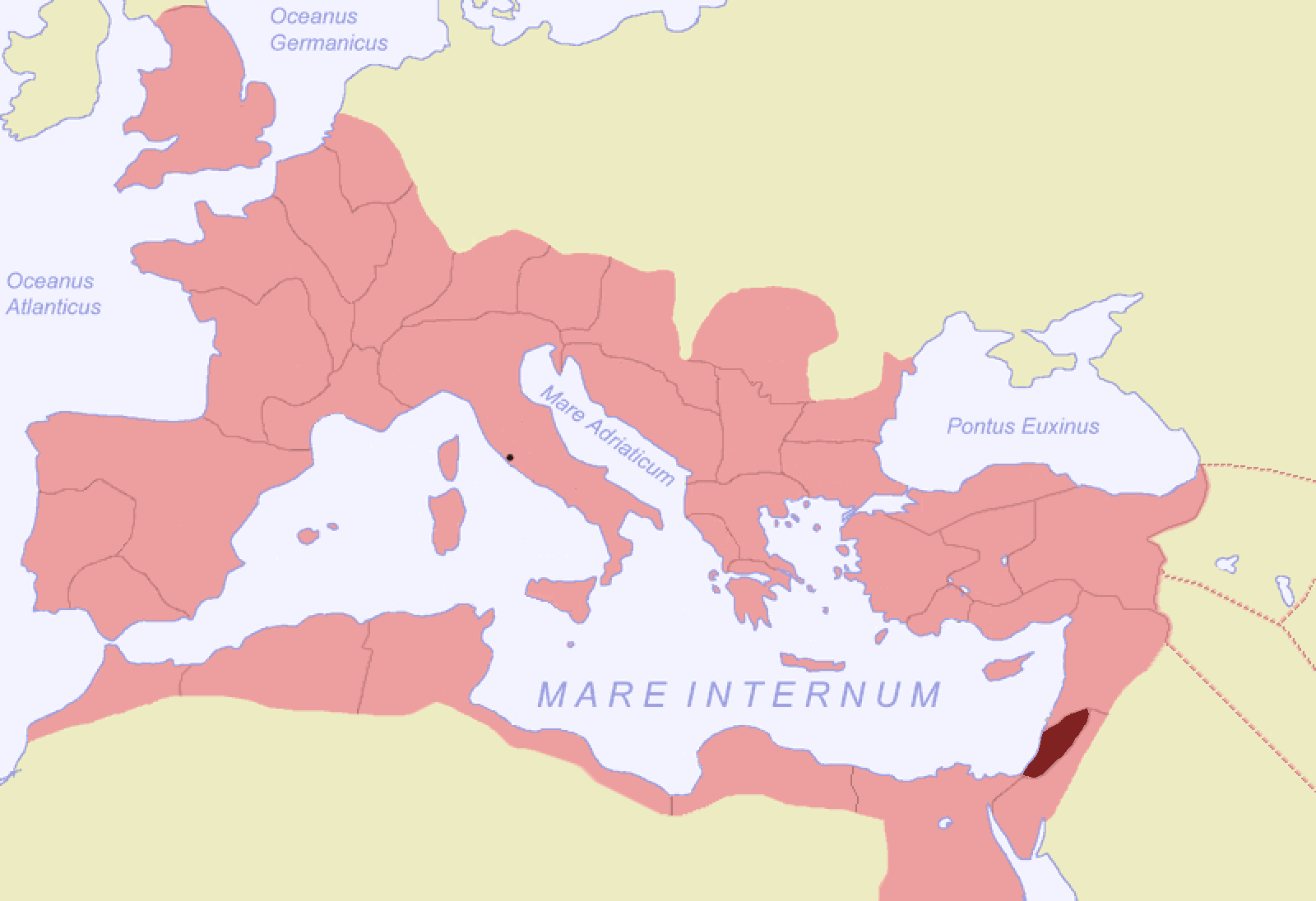
ユダヤ属州の位置

ユダヤ属州（ユダヤぞくしゅう、ラテン語: Iudaea、ヘブライ語: יהודה、現代ヘブライ語：Yehuda、ギリシア語: Ιουδαία）は、現代のパレスチナとイスラエルにあたる地区に設置されていたローマ帝国の属州である。名称は紀元前6世紀に存在したユダ王国にちなむ。なお、ラテン語の原音表記による「ユダエア属州」とも称される。
ユダ王国の後、この地域は、新バビロニア・アケメネス朝・セレウコス朝およびプトレマイオス朝・ハスモン朝の支配を受けてきた。第三次ミトリダテス戦争におけるローマの勝利（紀元前63年）以降、ローマはこの地域に干渉を始め、紀元前1世紀にハスモン朝がローマの保護国（クリエンテス）となり、やがてローマ帝国の属州となった。
ユダヤ属州では、3回の大きな内乱が発生した。第1次ユダヤ戦争（66年 - 70年）、キトス戦争（115年 - 117年）、バル・コクバの乱（132年 - 135年）である。バル・コクバの乱の後に、属州名がシリア・パレスティナ（en:Syria Palestina）に改名された。

## 沿革

### ローマの保護国
共和政ローマによるこの地域の干渉は、紀元前63年に第三次ミトリダテス戦争が終結し、ローマがシュリア属州を設立したときに始まった。この戦争でミトリダテス6世を王に擁くポントス王国は敗北し、ローマのグナエウス・ポンペイウスはローマの東方地域の支配を確実にするためにシュリアに残った。
当時のユダヤ地方は不安定だった。ハスモン朝が支配していたが、女王サロメ・アレクサンドラが亡くなったばかりで、その息子ヒルカノス2世とアリストブロス2世は互いに反目して内戦状態だった。紀元前63年、アリストブロス2世はエルサレムにおいて兄ヒュルカノス2世の軍に包囲された。アリストブロスは、ポンペイウスからこの地域を任されているマルクス・アエミリウス・スカウルス（en:Marcus Aemilius Scaurus (praetor 56 BC)）に使節を送り、大量の贈り物を持たせて助力を願った。ポンペイウスはこの要請に応えて彼を救出した。しかし、後になってアリストブロスはスカウルスを強奪したと訴えたため、スカウルスの義理の兄弟だったポンペイウスは、その報復としてヒュルカノスの方を国王および大祭司（en:Kohen Gadol）として認めた。
ポンペイウスがユリウス・カエサルに敗れると、ヒュルカノスに代わってその武将アンティパトロス（en:Antipater the Idumaean）が後を継ぎ、ローマによるユダヤ支配体制の初代長官となった。紀元前57年から紀元前55年の間に、シュリア属州総督アウルス・ガビニウスはハスモン朝の領域を分割し、ガリラヤと、5つの自治組織（サンヘドリン）を持つサマリア・ユダヤを設置した。
紀元前44年にカエサルが殺され、同じくアンティパトロスも殺された。紀元前40年に、アンティパトロスの息子でエドム人のヘロデ大王が、ローマの元老院からユダヤ王と公認された。
ヘロデは、紀元前37年にユダヤの軍隊を掌握し、ハスモン朝の血をひくものを抹殺した。またヘロデは、大きな港湾都市カイサリアを建設した。ヘロデは紀元前4年に死去し、王国はヘロデの息子達に受け継がれて4分割統治（テトラルキア）された。
ヘロデの息子の1人ヘロデ・アルケラス（en:Herod Archelaus）は、ユダヤ支配で失政を重ね、住民の訴えを受けたローマ皇帝アウグストゥスによって6年に解任された。別の息子ヘロデ・アンティパスは、ガリラエおよびペレアの分封領土を紀元前4年から39年まで支配し続けた。

### ユダヤ（ユダエア）属州

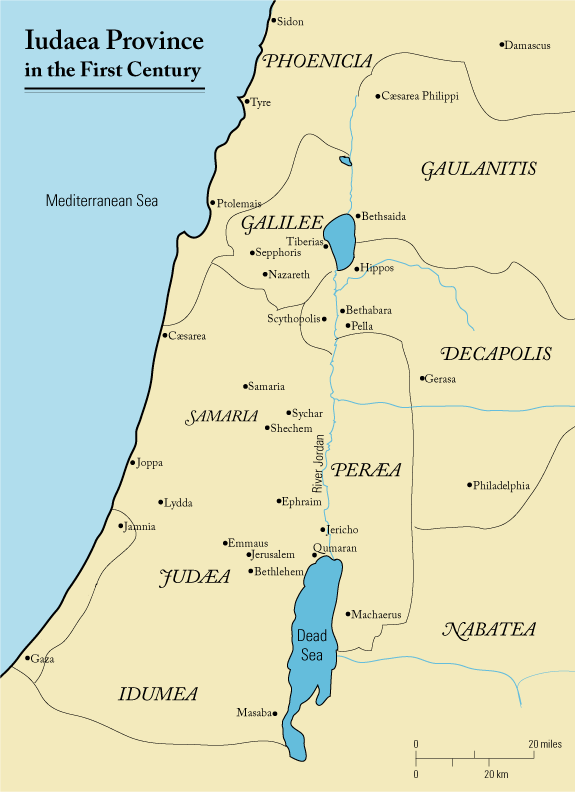
1世紀のユダヤ属州

6年に、ユダヤ（Judea）・サマリア・イドゥミア（en:Idumea）を併せた広い地域がユダヤ属州となった。ガリラヤ・ゴラン高原・ペレア（en:Perea (Holy Land)）・デカポリス（en:Decapolis）などは領土から除外された。州都はカイサリアだった。 シュリア属州総督となったクィリニウス（en:Quirinius）は、ユダヤ属州に課税するために初めての国勢調査を実施した。このときには、熱心党（ゼロテ党）による抵抗運動が起こった。
ユダヤ属州は、ローマ帝国から見ると収入こそ少なかったが、アエギュプトゥス（エジプト）に至る陸路を確保し、パルティアに対して国境を守る軍事的に重要な属州だった。そこで、通常の元老院属州は元老院階級であるプロコンスルやプロプラエトルが属州総督を務めたが、ユダヤ属州の長官は珍しく騎士階級（エクィテス）が務めた。そんな長官の中では、イエス・キリストの処刑に関係したとして新約聖書に登場するポンティウス・ピラトゥス（ポンテオ・ピラト、在任：26年 - 36年）が有名である。同じく新約聖書に登場するカイアファはヘロデ神殿（第二神殿）の大祭司である。カイアファは18年に長官ウァレリウス・グラトゥス（en:Valerius Gratus）に任命されたが、2人とも36年にシュリア総督ルキウス・ウィテッリウスに解任された。
41年から44年の間に、ヘロデ・アグリッパ1世は、ローマ皇帝カリグラからユダヤ王の位を認められ、ユダヤ属州は以前の自治権を取り戻した。アグリッパ1世が死ぬと、属州統治は一時的にローマ直轄となったが、48年にアグリッパ1世の息子アグリッパ2世の元に戻った。しかし同時に、ローマから派遣される長官（procurator）も存在し、秩序の維持と税収とを監督していた。アグリッパ2世が死去すると、7代続いたヘロデ王朝は終わり、ユダヤ属州はローマ帝国の直轄となった。 
ユダヤ属州では、何度かローマ帝国支配に対する反乱が起き、その中でも三度の大きな反乱があった。
- 66年-70年　第1次ユダヤ戦争 - 大規模な反乱が起こり、エルサレムを巡る戦闘となって、エルサレムもヘロデ神殿も破壊された（フラウィウス・ヨセフスがユダヤ戦記に記録を残している）。
- 115年-117年 キトス戦争（en:Kitos War） - 過重な税に対する反乱
- 132年-135年 バル・コクバの乱（第2次ユダヤ戦争）

バル・コクバの乱を鎮圧したローマ皇帝ハドリアヌスは、長い歴史を通じてこの地域に染み付いたユダヤ色を払拭したいと考えて、ユダヤ属州の名前をシリア・パレスティナ（en:Syria Palaestina）に改名し、エルサレムをアエリア・カピトリナと改名した。